# ألفونسو بيترسن
ألفونسو بيترسن (بالإسبانية: Alfonso Petersen)‏ هو سياسي مكسيكي، ولد في 2 فبراير 1961.